# Shane Sewell

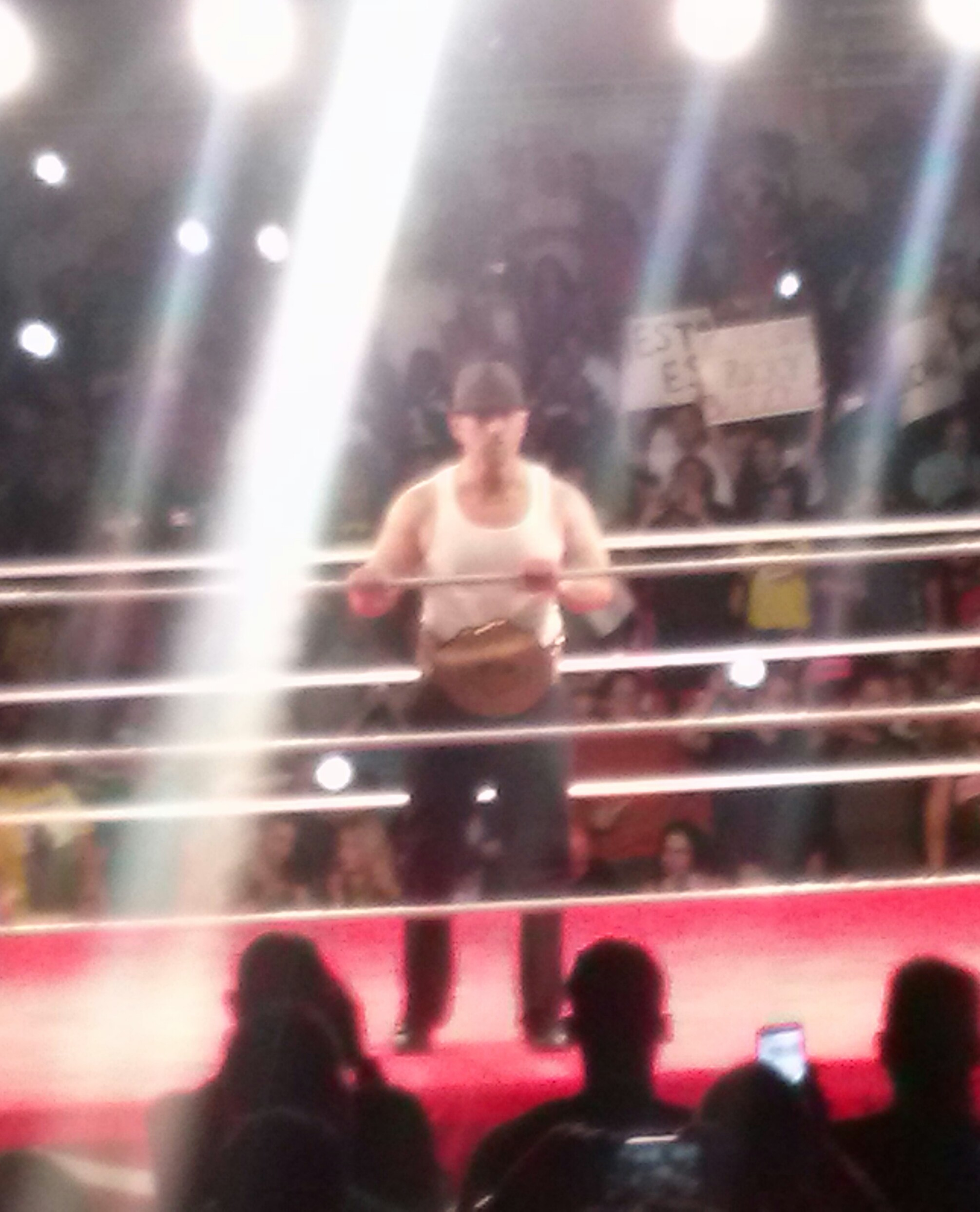
Shane Sewell WWL Champ

Shane Sewell (5 de septiembre de 1972) es un luchador profesional canadiense y árbitro de lucha libre. Es conocido por su paso por Total Nonstop Action Wrestling tanto como árbitro y como luchador.
En 1995 llegó a Puerto Rico junto a Sean Morley donde se establecieron como pareja en el World Wrestling Council. Sewell se convirtió en uno de los luchadores extranjeros más queridos en Puerto Rico. En 1999 se unió a la recién establecida IWA de Victor Quiñones donde se convirtió en el primer campeón mundial de esta empresa. También tuvo try-outs en WWF. En IWA fue parte fundamental de la nueva era de la lucha libre con luchadores como German Figueroa, Gilbert Cosme y Ray González. Permaneció en IWA hasta el 2005 cuando debutó en la NWS una empresa del área oeste de Puerto Rico obteniendo el título mundial de esta compaña en una ocasión, que luego se fusionaría con WWC donde Shane re-debutó. A partir de ese momento Shane trabaja para WWC e IWA y otras compañías independientes. Hizo su debut en TNA Wrestling como árbitro pero luego pasaría a tener cortos feudos con luchadores como Shawn Daivari y Robert Huffman hasta que fue cesanteado. Tiene su escuela de lucha libre en Caguas, Puerto Rico

## Carrera

### World Wrestling Council
Durante mediados de los años 90 Sewell formó un equipo con Glamour Boy Sean eran conocidos como los canadienses Glamour Boys. Juntos ganaron el Campeonato Mundial en Parejas de WWC dos veces antes de seguir su propio camino. Sewell se convirtió también en un tiempo de tres Campeón de la Televisión de WWC en ocasiones separadas. Después de dos años fuera de la división Tag Team Sewell ganó el Campeonato Mundial en parejas vacantes por tercera vez haciendo equipo con Ricky Santana.

### International Wrestling Association
Sewell debutó en los días después de salir de la WWC en la IWA en un encuentro para ayudar a Savio Vega mientras era doble cobertura por Miguel Pérez y Jesús Castillo, enCarolina, Puerto Rico. Se convirtió en el primer Campeón Mundial de peso pesado de la compañía  el 28 de octubre de 2000 en Bayamón, Puerto Rico. Comenzó una pelea notable en diciembre de 2001, cuando regresó Vega y unificada con Starr Corporation y atacó tanto Sewell y Ricky Banderas formación de Los Hermanos en Dolor (Hermanos en el Dolor). En diciembre de 2004, Sewell volvió Heel con Vega después de haber ganado el título de peso pesado de Ray González en Christmas in PR. Él perdió el título ante Chicano en Juicio Final el 2 de abril de 2005 en Caguas, Puerto Rico y después de que se unió a Jean-Pierre Lafitte a tiempo parcial. Sewell regresó a la IWA en 2008 con El ex TNA Ricky Vega y The Naturals, así como el veterano incondicional Big Vito . Sewell etiquetado con Vega por un tiempo antes de Vega volvió Heel y se convirtió en el campeón indiscutible de peso pesado de la IWA. Los dos antiguos socios se reunían varias veces después, con Sewell por debajo de las del título que ayudó a hacer famoso.

### Tiempo dividido entre WWC y IWA
Sewell luchó a tiempo parcial en el entonces nueva federación Puerto Rico New Wrestling Stars. Durante su tiempo en la empresa, como parte de un intercambio de talento con la WWC, ganó el título del Campeonato WWC universal de peso pesado ante "La Amenaza" Bryan en Mayagüez, Puerto Rico el 5 de noviembre de 2005, lo que hizo que Sewell en el primer luchador en ganar tanto los mejores títulos, tanto en la IWA y WWC en un año calendario. Perdió el título universal ante Bryan el 12 de febrero de 2006 y divide su tiempo con ambas compañías. Sewell más tarde tuvo un feudo con Tim Arson sobre el título de peso pesado del NWS hasta el 3 de junio de 2006, cuando perdió un título y abandonar la empresa.
Hizo su regreso en IWA Impacto total el 19 de agosto de 2006 en un ángulo con Miguel Pérez Jr. en su oficina diciendo que el muchacho del encanto está listo para volver. Más tarde esa noche en Caguas, Puerto Rico, Sewell, bajo el truco enmascarado Sr. GPR funcionó y ayudó Pérez Jr., Ray González, Thunder y Lightning como aliado de Savio Vega La Compañía antes de Sewell desenmascarado a sí mismo. Sewell ganó el título de peso pesado en una lucha  three-way match ante Ray González y Lightning en IWA Christmas in Puerto Rico el 9 de diciembre de 2006, para un noveno tiempo récord. Él ha estado haciendo apariciones a tiempo parcial para WWC desde 2008.

### Total Nonstop Action Wrestling
Sewell comenzó a trabajar para la acción directa total que lucha para ayudar a desarrollar y formar a futuros luchadores, mientras que (en ese momento) que también aparece como árbitro en Impact!. La primera vez que hizo una marca en TNA por defenderse a sí mismo después de Sheik Abdul Bashir tomó excepción a ser derrotado después de un reinicio en un partido contra Consequences Creed. Sewell clotheslined rápidamente Bashir sobre la tercera cuerda al suelo y tuvo que ser calmado por el árbitro Earl Hebner. Desde el altercado, tuvo una serie de peleas con luchadores que lo empujó mientras trabajaba como un árbitro.
En el episodio del 13 de noviembre de Impacto! Durante un Campeonato de la División X lucha entre Eric Young y el campeón Sheik Abdul Bashir, Sewell detuvo una cuenta de tres en darse cuenta de una acción ilegal por parte de Bashir, a continuación, pedir a la audiencia si Bashir había hecho. Bashir luego empujó Sewell a la lona, lo que le causó a quitarse la camiseta de árbitro y comenzar a atacar Bashir. Como resultado, Young conectó un Death Valley Driver en Bashir y ganó la lucha, convirtiéndose en el nuevo Campeón de la División X. Sin embargo, la decisión fue revocada una semana más tarde por Jim Cornette debido a la interferencia de Sewell. Un incidente similar ocurrió en la Final Resolution, donde Bashir empujó Sewell y respondió haciendo una patada pies de Bashir desde la tercera cuerda, lo que causa que él sea depositado por Young. Bashir atacó entonces Sewell y lo eliminó abierta en el proceso.
El 8 de enero de 2009, Sewell fue (kayfabe) despedido como un funcionario tras otro enfrentamiento con Bashir. Sin embargo, como parte de la confrontación, Cornette anunció que Sewell se contrató como un luchador y se enfrentan a Bashir en TNA pay-per-view evento Génesis, que Sewell ganó. [2] Sewell aparentemente se le permitió arbitrar partidos de nuevo, como en el impact! siguiente Génesis, oficiaba Hernández derrota por des calificación contra Sting. Después de tener una serie de enfrentamientos con Booker T, Cornette anunció que en contra de todas las probabilidades, Booker defender su Campeonato de Leyendas contra Sewell. En el pay-per-Sewell fue derrotado en su primer y único encuentro por el campeonato en TNA. [2] En la Marcha de 26 episodios de Impact!, Sewell participó en el partido del guantelete de un capitán, pero fue eliminado rápidamente por Kurt Angle. El 22 de mayo de 2009, se confirmó que Sewell había sido liberado de la empresa. [3]

### Regresa a WWC
Después de ser liberado de TNA, Sewell trabajó las grabaciones del 25 de junio de Florida Championship Wrestling, [4] antes de regresar a la WWC. Poco después de regresar, Sewell compitió en varias luchas para el Puerto Rico de peso pesado y el Campeonato Peso Pesado universales, pero fue incapaz de ganar ya sea título. [2] El 8 de agosto, Sewell derrotado ídolo Stevens para el título de Puerto Rico. [2] Después de dos exitosas defensas del título, Sewell perdieron el título a Orlando Colón el 29 de septiembre [2] el 27 de septiembre, Sewell derrotado Noriega, BJ y Orlando Colón para ganar el título universal Unificado por tercera vez. Sewell continuó su pelea con los dos puntos por derrotar a él en un partido por el título universal el 17 de octubre [2] Se iba a perder el título a Noriega el 28 de noviembre de 2009. Sewell regresó a la promoción trece meses más tarde, lo que interfiere en un partido entre Carlos Colón y Ricky Banderas, con un costo Colón el Campeonato Peso Pesado universal y la reforma de los Hermanos en Dolor. [5]

### Varias promociones
Shane Sewell regresó a la IWA para el evento Christmas in PR por relaciones públicas, pero fue después de Juicio Final que aparece en la (Puerto Rico Wrestling Asossiation) PRWA en abril de 2010. En el 2012 hizo apariciones en las desaparecida empresa (New Profesional Wrestling) NPW donde Shane le pide al Campeón Mundial de la NPW, Michael Rivera que sea su pareja para participar en el torneo "Edge of Glory" para sacar los primeros contendientes a los Campeonatos Mundiales en Parejas de la NPW formando así (The Puerto Rican Glamour Boys) apareció (Perfect Wrestling Stars) PSW solo una noche junto a Savio Vega pero no se sabe con exactitud la fecha,  (New Revolution Wrestling)  NRW  Junto a Savio Vega formaron nuevamente "Los Boricuas", Para el evento Summer Revolution de la NRW, El 18 de octubre de 2014, llega WWL  Insurrection, Sewell derrotado Monster Pain para ganar el WWL Campeonato Mundial de peso pesado. [6] él perdió el título ante Alberto el patrón en enero de 2015 como evento festivo el Día de Reyes de WWL en un partido de tres vías, que también incluía Ricky Banderas, El 30 de julio del 2016 en el evento Summer Mayhem se reveló que Shane the Glamourboy es el nuevo COACH de la CWA.

## Vida personal
Sewell posee y opera una escuela de lucha en Caguas, Puerto Rico. [1] se produjo un reality show de MMA titulado "Fighting for Real".

## En la lucha libre
- movimientos finales
  - Codo del cielo (descenso del codo de buceo, con teatro) [1]
  - Flotar sobre- DDT invertida
  - Movimientos de Firma
  - DDT, a veces desde una posición elevada
  - Dragon screw legwhip
  - Drop toe hold
  - Dropkick
  - Lariat
  - Standing monkey flip
- Managers
  - Rico Suave
  - Ricky Santana
  - José Chaparro
- apodos
  - "The Glamour Boy" [1]
- Temas de Entrada
  - "El árbitro" (Remix de Rhaka Khan 's es el tema) por Dale Oliver (TNA)

## Campeonatos y logros
- International Wrestling Association
  - IWA Hardcore Championship (5 veces)[1]
  - IWA Intercontinental Heavyweight Championship (2 veces)[2]
  - IWA Undisputed World Unified Heavyweight Championship (10 veces)[3]
  - IWA World Tag Team Championship (4 veces) – con D'Lo Brown (1), Ricky Banderas (1), KC James (1) y Abyss (1)[4]

- Pro Wrestling Illustrated
  - PWI ranked him #224 of the top 500 singles wrestlers in the PWI 500 in 2011[5]

- World Wrestling Council
  - WWC Intercontinental Heavyweight Championship (1 vez)
  - WWC Puerto Rico Heavyweight Championship (2 veces)[6]
  - WWC Universal Heavyweight Championship (3 veces)[7]
  - WWC World Tag Team Championship (3 veces) – con Glamour Boy Sean (2) y Ricky Santana (1)[8]
  - WWC World Television Championship (3 veces)[9]

- New Wrestling Stars
  - NWS World Heavyweight Championship (1 vez)

- World Wrestling League
  - WWL World Heavyweight Championship (1 vez)